# Gáivuotna Kåfjord
Gmina Gáivuotna / Kåfjord (norw. Kåfjord kommune, płnlap. Gáivuona suohkan, po kweńsku Kaivuonon komuuni) – norweska gmina leżąca w okręgu Troms. Jej siedzibą jest miejscowość Olderdalen.
Gmina powstała w roku 1929 poprzez oddzielenie od gminy Lyngen. W 1994 roku nazwę Kåfjord zmieniono oficjalnie na Gáivuotna-Kåfjord, rozszerzając ją o nazwę lapońską. W roku 2005 nazwę ponownie zmieniono – od tego czasu obie nazwy można stosować samodzielnie na równych prawach.
Gáivuotna / Kåfjord jest 105. norweską gminą pod względem powierzchni.
W latach 2020–2023 gmina należała do okręgu Troms og Finnmark. Od 1 stycznia 2024 zmienił się jej numer identyfikacyjny z 5426 na 5540.

## Geografia
Gmina Kåfjord leży na wschodnim brzegu fiordu Lyngenfjord. Od północy i północnego wschodu graniczy z gminą Nordreisa, od południa z gminą Storfjord, od zachodu z gminą Lyngen. Od południowego wschodu gmina ma granicę państwową z Finlandią.
Nazwa pochodzi od fiordu Kåfjord, odnogi Lyngenfjordu, która na 20 km wbija się w terytorium gminy.
Najwyższą górą jest niemal pionowo wznoszący się nad południowym brzegiem Kåfjordu Isfjellet (1375 m). Dalsze szczyty o podobnych wysokościach to Raisdouttarhaldi (1365 m), Nordmannviktinden (1335 m) i Njižžinvarre (1306 m).
Linia brzegowa gminy ma długość ok. 70 km. Strome, skaliste wybrzeże poprzerywane jest przez doliny lodowcowe. Najważniejsze z nich to Kåfjorddalen, Manndalen, Olderdalen i Nordmannvikdalen. Dolinami płyną rwące górskie rzeki, z których największą jest licząca 40 km Guolasjokka (w górnym biegu zwana Smulkkojavrek). Przepływa ona przez Guolasjávri, największe (ok. 10 km²) spośród licznych jezior górskich na terenie gminy.
Oprócz głównej miejscowości Olderdalen na terenie gminy znajdują się następujące wsie (od północy na południe) Djupvik, Nordmannvik, Kåfjord, Birtavarre, Løkvollen i Manndalen. Ludzie mieszkają także w maleńkich osadach i samotnych domach. Znaczna część z nich nieleżąca nad brzegiem, lecz np. wokół Guolasjávri lub w dolinach Kåfjorddalen i Manndalen, zamieszkana jest tylko przez krótkie lato.

## Demografia
Większość mieszkańców gminy stanowią zasymilowani na skutek norwegizującej polityki państwa w minionych dziesięcioleciach Lapończycy i Kwenowie, dla których norweski jest językiem ojczystym. Są też nieliczni „prawdziwi” Lapończycy. W ostatnich latach podejmowane są działania w celu powrotu do języka lapońskiego.
Według danych na 1 stycznia 2011 roku gminę zamieszkuje 2191 osób. Gęstość zaludnienia wynosi 2,2 os./km². Jeszcze w roku 2005 liczba ludności wynosiła 2288 osób. Liczba ludności spada systematycznie od początku lat siedemdziesiątych XX wieku (1 stycznia 1971 wynosiła 3279), ale w ostatnich latach jej spadek jest nieco wolniejszy.
Pod względem zaludnienia Gáivuotna / Kåfjord zajmuje 317. miejsce wśród norweskich gmin.
| ludność stan na 1 stycznia 2005 |         |           |       |
|                                 | kobiety | mężczyźni | razem |
| osób                            | 1187    | 1101      | 2288  |
| %                               | 51,88%  | 48,12%    | 100%  |

| wykształcenie stan na 1 października 2004 |        |         |        |        |
|                                           | podst. | średnie | wyższe | niezn. |
| osób                                      | 588    | 1012    | 246    | 19     |
| %                                         | 31,53% | 54,26%  | 13,19% | 1,02%  |

## Gospodarka
Podstawą gospodarki stanowiło rybołówstwo. Na niewielu gruntach, na których było to możliwe zajmowano się rolnictwem. W dolinie Kåfjorddalen znajdowała się też kopalnia rud miedzi. Rybołówstwo straciło w obecnym czasie bardzo na znaczeniu. Rolnictwo ogranicza się do hodowli bydła i uprawy paszy na jej potrzeby.

## Komunikacja
Podstawę komunikacji stanowi droga międzynarodowa E6, która wije się wzdłuż brzegów fiordu. W niektórych miejscach brzegi są na tyle strome, że musiano dla przeprowadzenia trasy wybudować tunele. Na terenie gminy istnieją trzy tunele drogowe o długości powyżej 1 km (najdłuższy ma 3,2 km). Na drodze E6 istnieje regularna komunikacja autobusowa. Jedynie w dwu dolinach – Kåfjorddalen i Manndalen – istnieją boczne drogi o twardej nawierzchni. Reszta terenu gminy jest dla samochodów niedostępna.
Między Lyngseidet i Olderdalen istnieje regularne połączenie promowe (35 min), będące częścią alternatywnej trasy drogowej nr 91 z Tromsø na północny wschód.

## Turystyka
Dopiero od kilku lat podejmowane są działania w celu udostępnienia okolicy turystom. Baza noclegowa jest jednak bardzo skromna i ogranicza się do kilku domków feryjnych głównie na terenie wsi Djupvik i Nordmannvik. W marcu i kwietniu, kiedy w Europie centralnej jest już wiosna, panują tu idealne warunki dla narciarstwa biegowego. Od maja bogaty w ryby Lyngenfjord staje się atrakcyjny dla wędkarzy, którzy przyjeżdżają tu nawet do października.

## Edukacja
Według danych z 1 października 2004:
- liczba szkół podstawowych (norw. grunnskolar): 3
- liczba uczniów szkół podst.: 303

## Władze gminy
Według danych na rok 2011 administratorem gminy (norw. rådmann) jest Einar Pedersen, natomiast burmistrzem (norw. ordfører, d. borgermester) jest Bjørn Inge Mo.